# Cseh fegyvergyártás
A cseh fegyvergyártás története több mint egy évszázadra nyúlik vissza. A 19. században kezdődött, amikor az első ipari forradalom hatására a technológia és az ipar fejlődni kezdett. Az első cseh fegyvergyárak a közép-csehországi Příbram és Strakonice városokban jöttek létre, amelyek elsősorban lőszereket gyártottak.
Az első világháború alatt a cseh fegyvergyártás jelentős mértékben növekedett, mivel az Osztrák-Magyar Monarchia részeként Csehország fontos szerepet játszott a háborúban. A háború után Csehszlovákia függetlenné vált, és a cseh fegyvergyártás újabb fejezetet nyitott.
A második világháború során a cseh fegyvergyártás a nácik elleni ellenállási mozgalom szerves részévé vált. A fegyvergyárak a háború után államosításra kerültek, és az ország kommunista irányítás alá került. Az állami irányítás alatt a cseh fegyvergyártás továbbra is jelentős szerepet játszott a hidegháborús katonai iparban.
A kommunista rendszer összeomlása után Csehország gazdasága jelentős változásokon ment keresztül. A fegyvergyártás is újrastrukturálódott, és az állami fegyvergyárak privatizálásra kerültek. Azóta a cseh fegyvergyártás erős és versenyképes szereplője a nemzetközi fegyvergyártóiparnak.
A cseh fegyvergyártás legismertebb vállalatai közé tartozik az Česká zbrojovka, a Grand Power, a CZ-USA és a Sellier & Bellot. Ezek a vállalatok a világ számos országába exportálnak fegyvereket és lőszereket, és híresek a minőségi fegyverek gyártásáról.